# Ремізов Михайло Васильович
Михайло Васильович Ремізов (13 жовтня 1918, Москва — 13 травня 1993, Київ) — Герой Радянського Союзу, в роки німецько-радянської війни командир батареї 258-го легкого артилерійського полку 200-ї легкої артилерійської бригади 4-ї танкової армії 1-го Українського фронту, старший лейтенант.

## Біографія
Народився 13 жовтня 1918 року в селі Вихіно (нині в межі міста Москви), в селянській родині. Росіянин. Член КПРС з 1943 року. Закінчив два курси енергетичного інституту в місті Іваново. Працював помічником майстра.
У червні 1941 року призваний до лав Червоної Армії. У 1942 році закінчив Пензенське артилерійське училище. У боях німецько-радянської війни з травня 1942 року. Воював на 1-му Українському фронті. Відзначився 12—16 січня 1945 року при прориві глибоко ешелонованої оборони противника на північний захід від міста Сандомир у Польщі. Його батарея завдала супротивнику втрат у живій силі, сприяючи танкам і піхоті в звільненні міста Конське, форсуванні річки Одер в районі міста Штейнау (нині Сьцінава) у Польщі.
Указом Президії Верховної Ради СРСР від 10 квітня 1945 року за зразкове командування батареєю і проявлені при цьому особисту мужність і героїзм старшому лейтенантові Михайлу Васильовичу Ремізову присвоєнео звання Героя Радянського Союзу з врученням ордена Леніна і медалі «Золота Зірка» (№ 7829).

Могила Ремізова М. В.

Після закінчення війни продовжував службу в армії. У 1956 році закінчив Військову академію імені Ф. Е. Дзержинського, в 1962 році — вищі академічні курси при ній. З 1966 року полковник М. В. Ремізов — в запасі. Жив у Києві. Помер 13 травня 1993 року. Похований у Києві на Міському кладовищі «Берківці».

## Нагороди
Нагороджений орденом Леніна, двома орденами Вітчизняної війни 1-го ступеня, орденом Вітчизняної війни 2-го ступеня, двома орденами Червоної Зірки, медалями.